# 반 OC
반 OC(Vannes Olympique Club)는 1998년에 창단된 프랑스 반의 축구 클럽으로, 현재 리그 되에서 활동하고 있다.

## 경력
- 샹피오나 나시오날: 우승 1회 (2008)
- 쿠프 드 라 리그: 준우승 1회 (2009)

## 선수 명단

### 현역
참고: FIFA 자격 규정에 따라 소속된 국가대표팀 국기를 표시합니다. 선수는 복수의 FIFA 비회원국 국적을 가지고 있을 수 있습니다.
| 번호 | 포지션 | 국적 | 이름 |
| ---- | ------ | ---- | ---- |

| 번호 | 포지션 | 국적             | 이름          |
| ---- | ------ | ---------------- | ------------- |
| -    | MF     | 콩고 민주 공화국 | 세실 필란켐보 |
| -    | FW     | 앙골라           | 베니 은산고   |